# 閣道五
仙后座ν，又名BD+50 147，HD 4636、SAO 21729、HR 223，是仙后座的一颗恒星，视星等为4.89，位于銀經122.51，銀緯-11.9，其B1900.0坐标为赤經0h 43m 9.8s，赤緯+50° -11.9′ 22″。